# GAME SIDE
『GAMESIDE』（ゲームサイド）は、マイクロマガジン社発行の隔月刊ゲーム雑誌。レトロゲームの掘り起こしに絞った独自の誌面構成で知られる。
1996年7月創刊の中古ゲーム専門誌『ユーズド・ゲームズ』より誌名を何度か変えつつ14年間続いていたが、2010年8月号をもって休刊となった。
その後も編集部は活動しており、インターネットでの配信や単行本の刊行という形でレーベルが継続していたが、2015年10月7日をもってジャンル別専門誌も休刊となった。

## 概要と沿革

### ユーズド・ゲームズ
『ユーズド・ゲームズ』は1996年7月にキルタイムコミュニケーション（KTC）より創刊された。キャッチコピーは「時代を逆走する日本初の中古ゲーム専門誌」。全22号。発行ペースは季刊だったが、第2号は予定より4か月も遅れた上に版型や綴じ方まで変わったため、「1号だけで廃刊になった」と思った読者も多かった。3号までは古い玩具の加工した写真を表紙にしていたが、4号からSFイラストレイターの大家小松崎茂が表紙を担当。16号（2000年）からは和田タカアキ（アロアズフゥ）に交代した。
取り扱う対象はメガドライブ、PCエンジン、ファミリーコンピュータ、スーパーファミコンのゲームソフトが主。末期にはセガサターン、ゲームボーイ、ゲームギアも加わったコンシューマーゲームを中心に、MSXを中心としたパソコンゲーム、アーケードゲームなど多岐に渡り、中古ゲームを専門的に発掘・紹介。コアなハードユーザーに読者を持ち、インターネットなどで影響力を持っていた。また、紹介された作品に付加価値が高くつけられると、秋葉原などのゲーム専門店が集まる地域での中古市場価格への影響力も高かった。『週刊ファミ通』に代表される他ゲーム雑誌と違い、最新のゲームソフトに焦点を絞らないことが成功の秘訣であった。
また、1997年から巻き起こった中古ゲーム販売の違法性をめぐる問題について、誌上でたびたび検証を試みていた。
熱狂的なPCエンジンファンを指す「PCエンジニア」は同誌で生み出された言葉。「バカゲー」もそうだとする見方もあるが、こちらは『BEEP!メガドライブ』誌が発祥である。
本誌は4号ごとに内容を合冊した総集編を出していた。ただし最終の6巻のみ2号分の合冊となり、他の総集編に比べて半分ほどの厚さだった。逆に総集編1と2はさらに合冊した上で復刻されたため、総ページ数866まで膨れ上がった。

### ナイスゲームズ
『ナイスゲームズ』は1998年9月に創刊された『ユーズド・ゲームズ』の姉妹誌。全8号。4号からメーカーから素材を借り受け、ゲームキャラクターを表紙に用いるようになった。
キャッチコピーは「発掘系ゲーム専門誌」。知名度の低い作品のよさを伝えることを主旨としていた。また、半年ごとにゲームソフト売り上げランキングを発表し、同時に「編集部が選んだベストゲーム」特集を行っていた。
当時は『ユーズド・ゲームズ』の主題である中古ゲームへの風当たりが強かったので、ある意味での退避先として製作されたのだが、次第に差別化が難しくなってきたために両誌が合併する運びとなった。

### ユーゲー
2002年5月にKTCの親会社・マイクロデザイン出版局がマイクロマガジン社に社名変更し、グループが再編成されたのに伴い、『ユーズド・ゲームズ』と『ナイスゲームズ』が合併して『ユーゲー』に誌名変更、発行も隔月ペースとなる。全25号。キャッチコピーは「時代を超えるゲーム専門誌」。
合併により「中古専門」の看板は下ろしたが、ファミリーコンピュータなどの旧世代ゲームを取り扱う編集方針は継続された。その一方で『ナイスゲームズ』から受け継いだ半期ごとのベストゲーム特集も「ユーゲーAWARD」と名を変えて行われた。また、ステッカーやCDなどの付録がつく号もあった。
『ユーズド・ゲームズ』同様、4号ごとに総集編が刊行された。最終の6巻のみ5号分を収録しているので分厚くなっている。

### ゲームサイド
2006年8月、創刊10周年を機に『ユーゲー』より誌名を変更。公募より選ばれた誌名『ゲームサイド』として新創刊した。この前後から旧作ゲームの紹介に加え、新作準新作においても、マイナーながら完成度の高いゲーム、オールドスタイルなゲームを中心に紹介するようになる。2008年4月には、そのような新作情報に特化した『ゲームサイドLEVEL1』が増刊され、以後ゲームサイドとあわせて月間ペースの刊行となるが、これは2号まで出た後にA4変形判の大型サイズでビジュアルに特化した『GAME LEVEL1』として更に2号発刊後休刊となり、2009年頭には再度隔月ペースに戻る。
2010年に入り、ゲーム情報発信の主流がWebへと移行する中、Webにない資料価値を高めるためとして季刊に回帰するが、3号目の同年8月号をもって休刊となった。

### ジャンル別専門誌
いずれも雑誌コードはなく、ゲームサイドブックスレーベルの書籍扱いで刊行されている。
シューティングゲームサイド
2010年から刊行されているシューティングゲーム専門誌。創刊号の時点では続きが出せるかどうかも未確定だったが、8か月の間をおいて2号が出た後は順調に刊行を重ねており、12号まで発行された。
『ゲームサイド』時代のシューティング特集記事に加筆修正を施した上でまとめて再収録した0号も刊行された。
編集方針は『ゲームサイド』の流れを汲んでおり、シューティングゲームであれば新作・旧作・同人ゲームを問わず手広く取り上げる。
アクションゲームサイド
2012年から刊行されているアクションゲーム専門誌。3Dゲームよりも、クラシックなスタイルである2Dアクションゲームを記事の中心に据えている。全3号。
『シューティングゲームサイド』同様に『ゲームサイド』掲載記事の再編集版も刊行されたが、分量が多いため0号ではなくA号・B号の2冊に分冊しての刊行となった。
アドベンチャーゲームサイド
2013年から刊行されているアドベンチャーゲーム専門誌。全2号。
上記2誌と異なり、『ゲームサイド』掲載記事の再編集版0号が先行して発行されたのちに、通常号の刊行が開始された。
ロールプレイングゲームサイド
2014年から刊行されているロールプレイングゲーム専門誌。全2号。

## 連載
- 幻のゲームを追え!（天野譲二）
- ゲーム音（罰帝）
- ゲーセン居残り日記（鴫原盛之）
- 全てはファミコンのために。（Text＝恋パラ支部長・漫画＝波多野ユウスケ）
- 25歳以上のお姉さんゲーマーは好きですか?（久松ゆのみ）
- 取説図書館（箭本進一）
- プレイステンレス（卯月鮎）
- スイカに塩を ゲームに本を（卯月鮎）
- 妄想エンジン コアグラフィックス（波多野ユウスケ）
- 夢のゲーム学（箭本進一）
- やさしい!!!地獄ゲーム先生（末弘）
- 軸盆&ハーポのドメジャーハンター（雑君保プ）
- 8bit年代記（ゾルゲ市蔵）
- バカゲー専科DESTINY（白川嘘一郎） - 『ユーズド・ゲームズ』時代から続いたバカゲー紹介コーナー。『ユーズド・ゲームズ』時代の名称は『美食倶楽部バカゲー専科』